# NIO (empresa automobilística)
Nio Inc., estilitzada com NIO és una multinacional xinesa fabricant d'automòbils amb seu a Xangai, especialitzada en el disseny i desenvolupament de vehicles elèctrics. L'empresa es va establir el 2014 i va adoptar el seu nom actual el 2016. El 2018 Nio va presentar una oferta pública inicial a la borsa de Nova York. L'empresa va ampliar les seves vendes al mercat europeu el 2021. A partir del 2023, Nio té dues plantes de fabricació a Hefei, província d'Anhui, en col·laboració amb el fabricant de vehicles estatal JAC Group.
L'empresa destaca per desenvolupar i operar estacions de intercanvi de bateries per als seus vehicles, com a alternativa a les estacions de recàrrega convencionals. Opera més de 1.300 estacions d'intercanvi de bateries a la Xina. També desenvolupa tecnologies semiautònomes i vehicles autònoms. Nio ha participat a les curses de Fórmula E des del 2014. El 2024, Nio va establir una nova marca de cotxes elèctrics anomenada Onvo, dirigida al mercat principal.

## Galeria

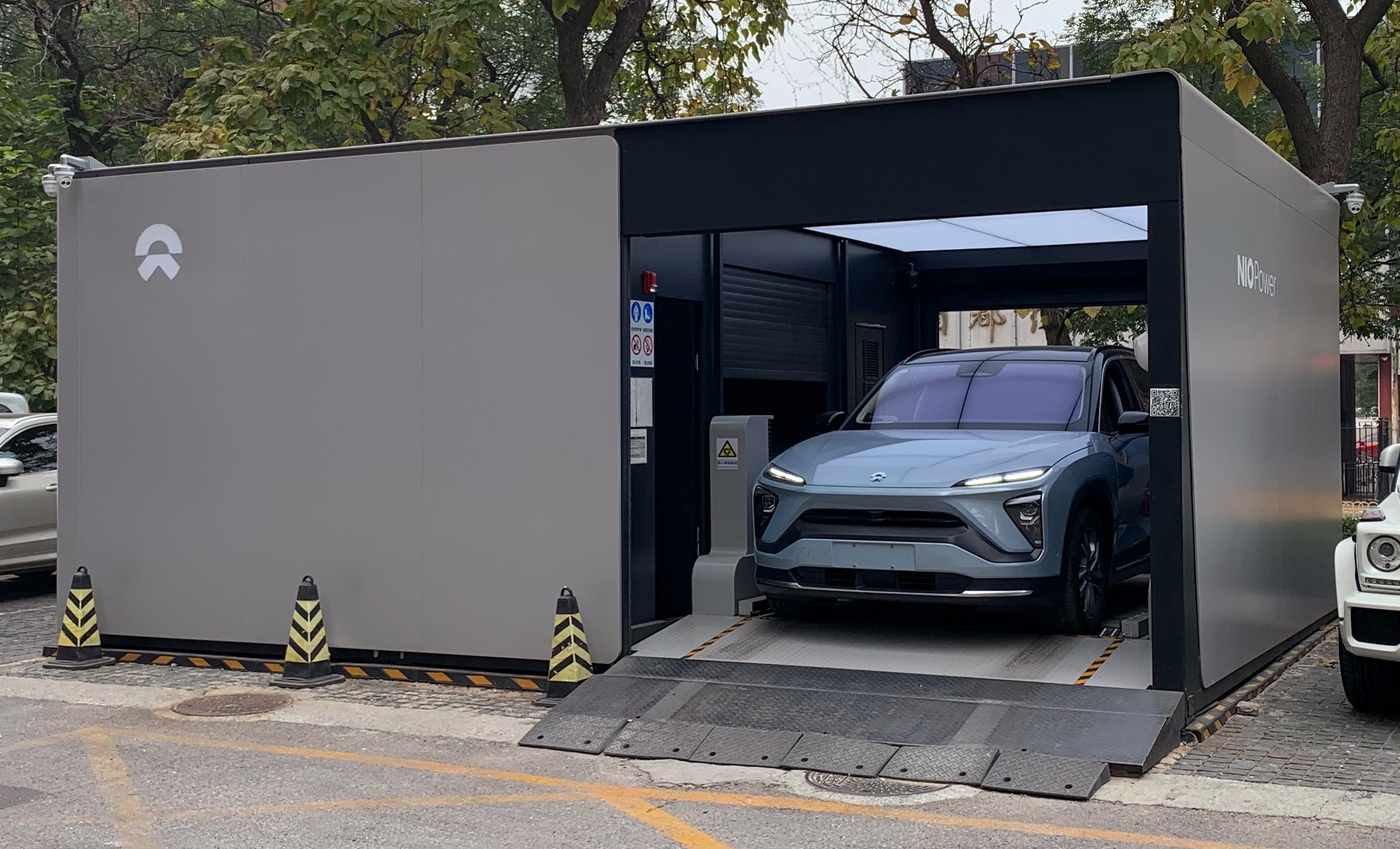
Estació de substitució de bateries
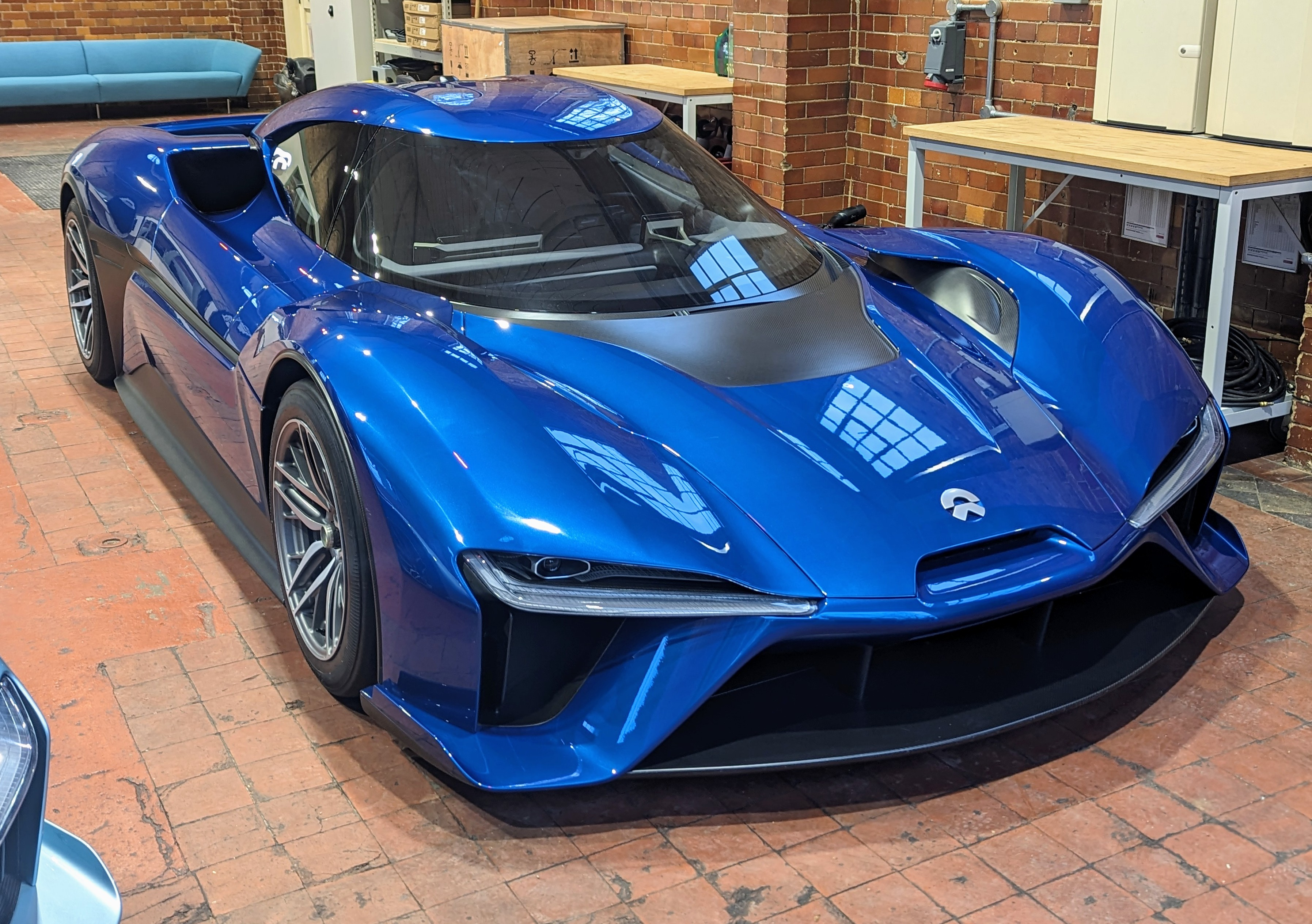
NIO EP9 (2016)
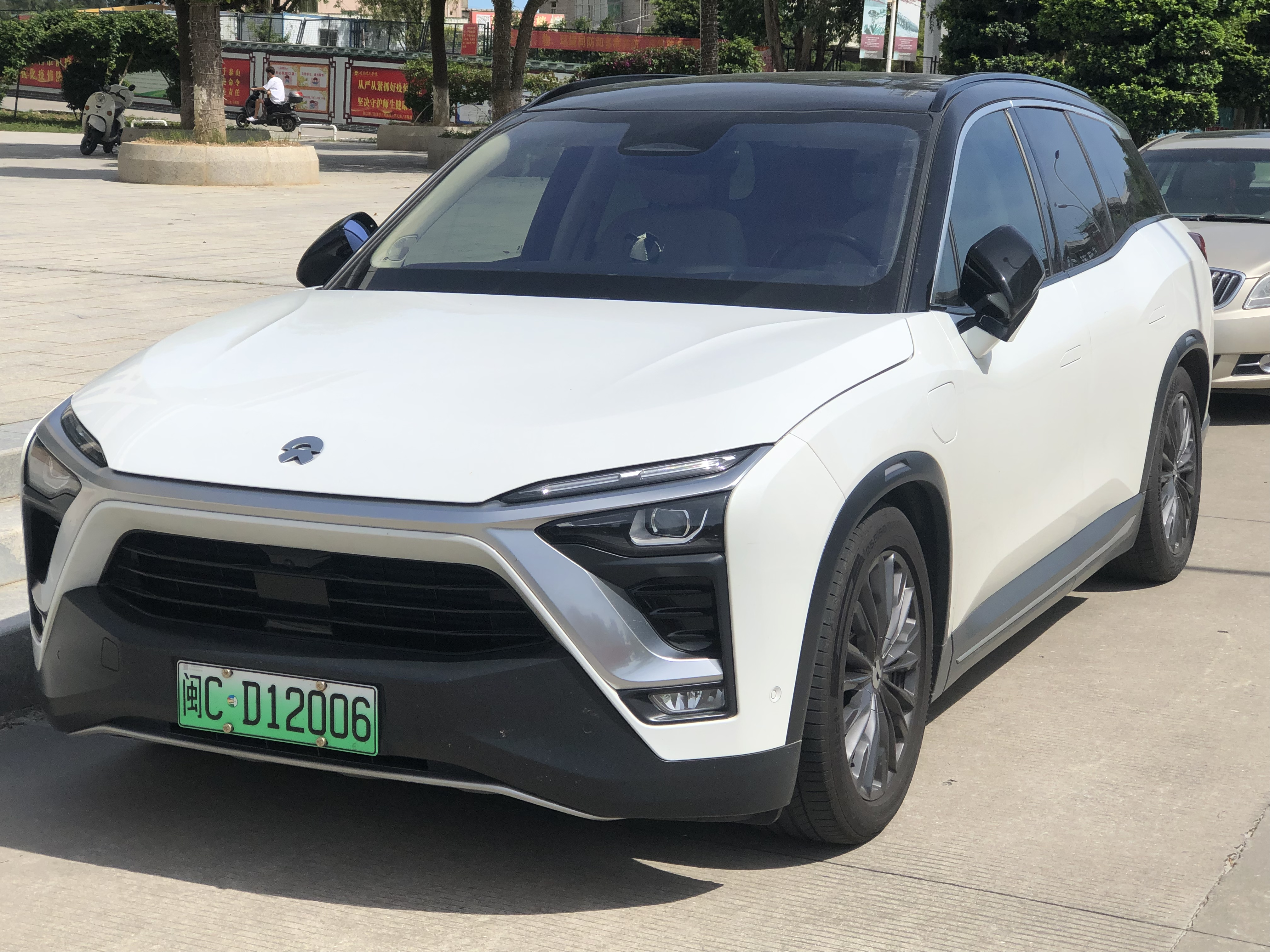
NIO ES8 (2017)
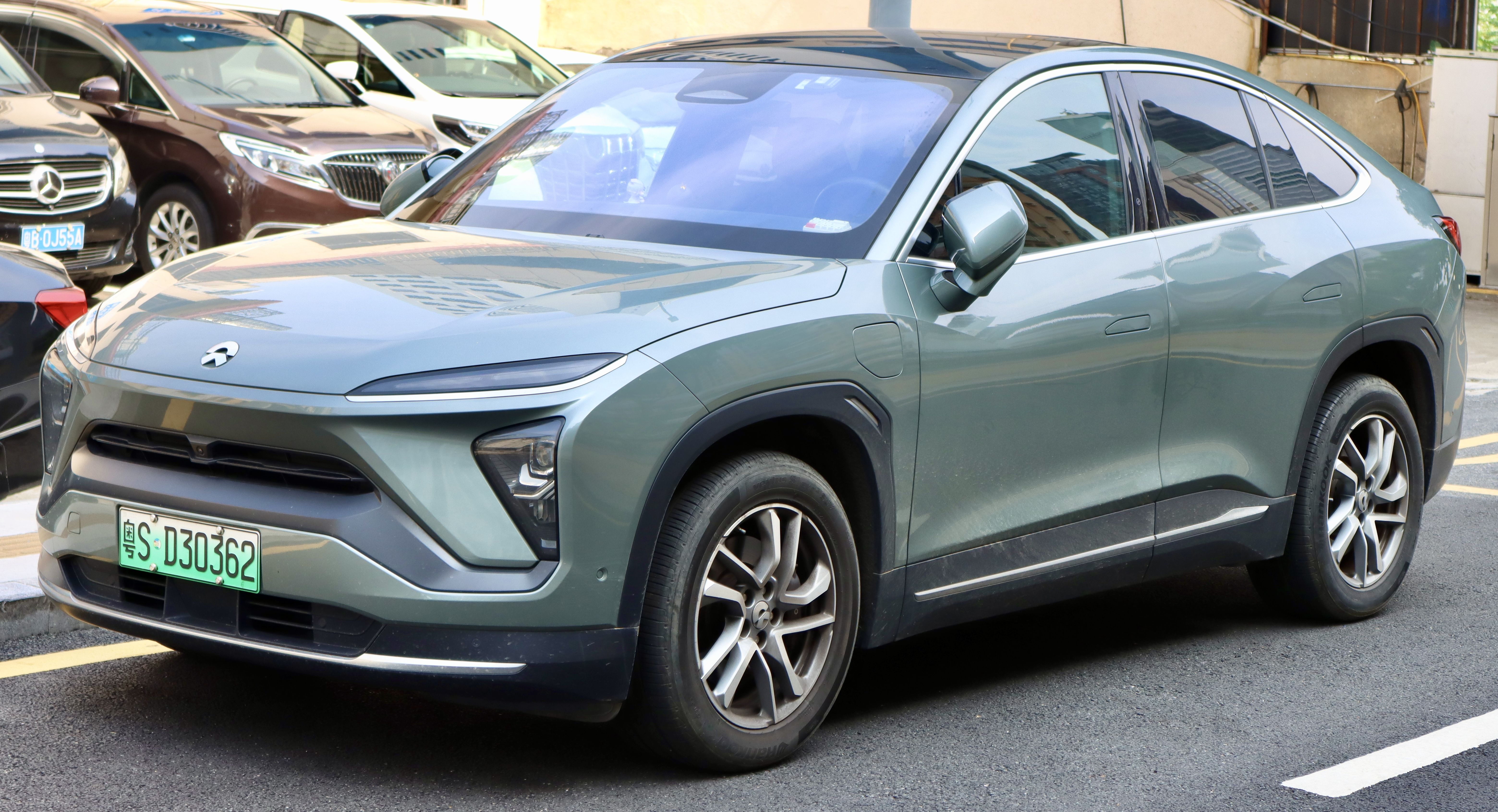
NIO ES6 (2020)
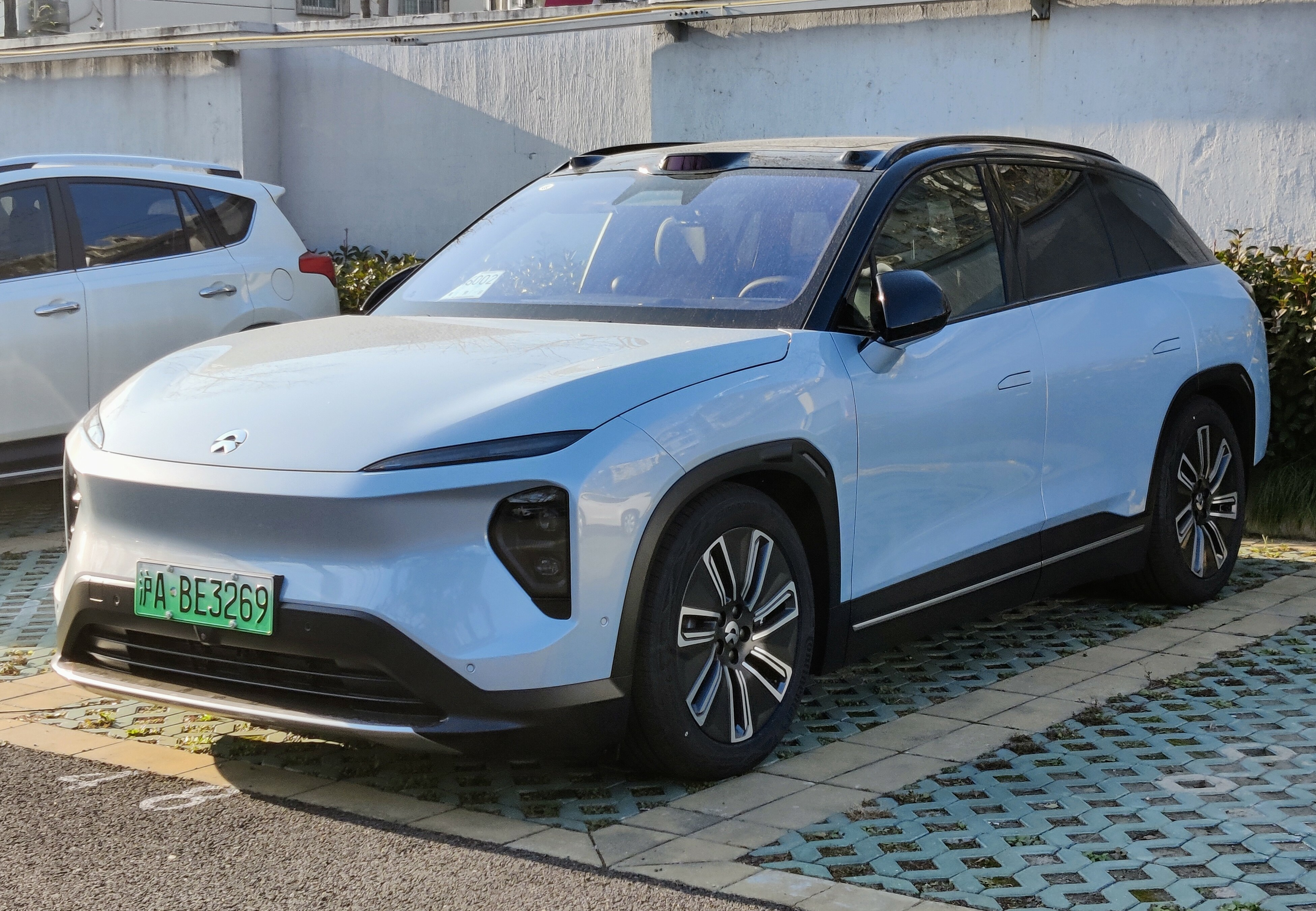
NIO ES7 (2022)
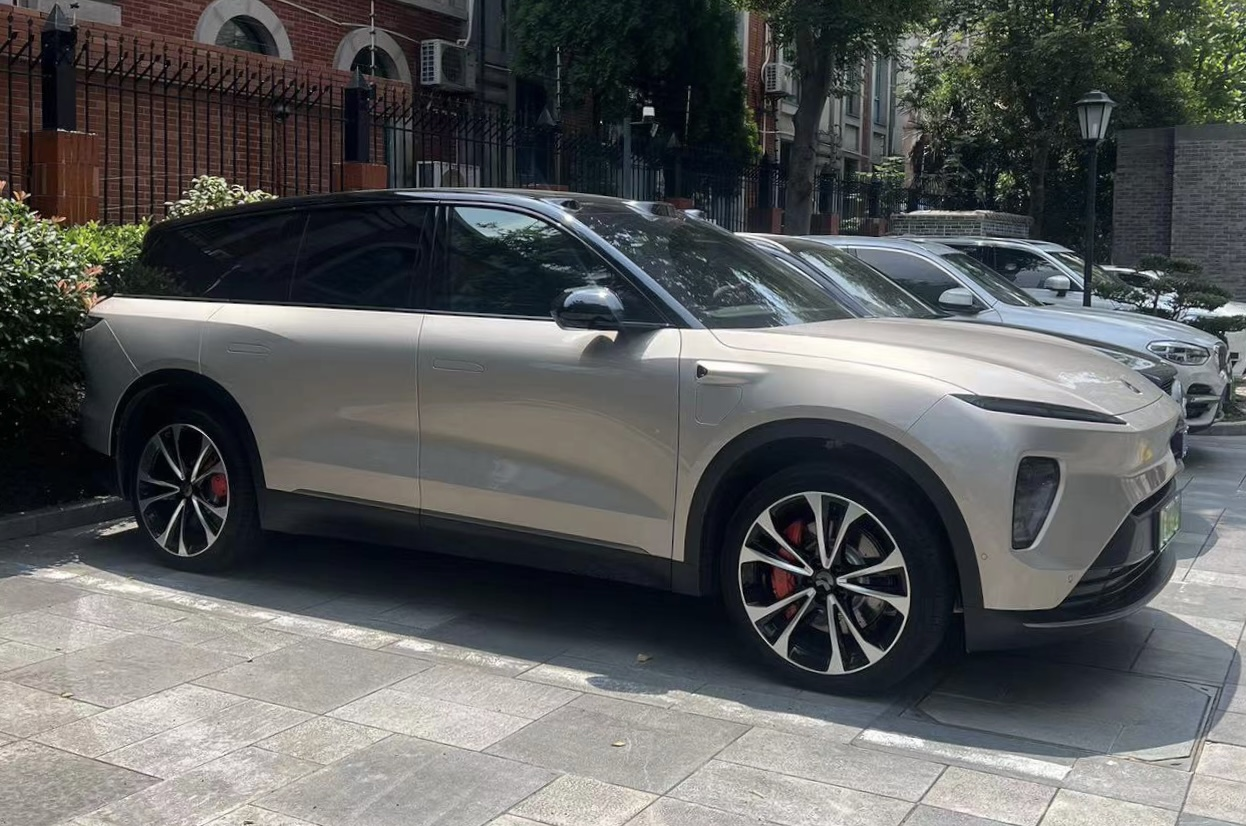
NIO ES8 (2024)
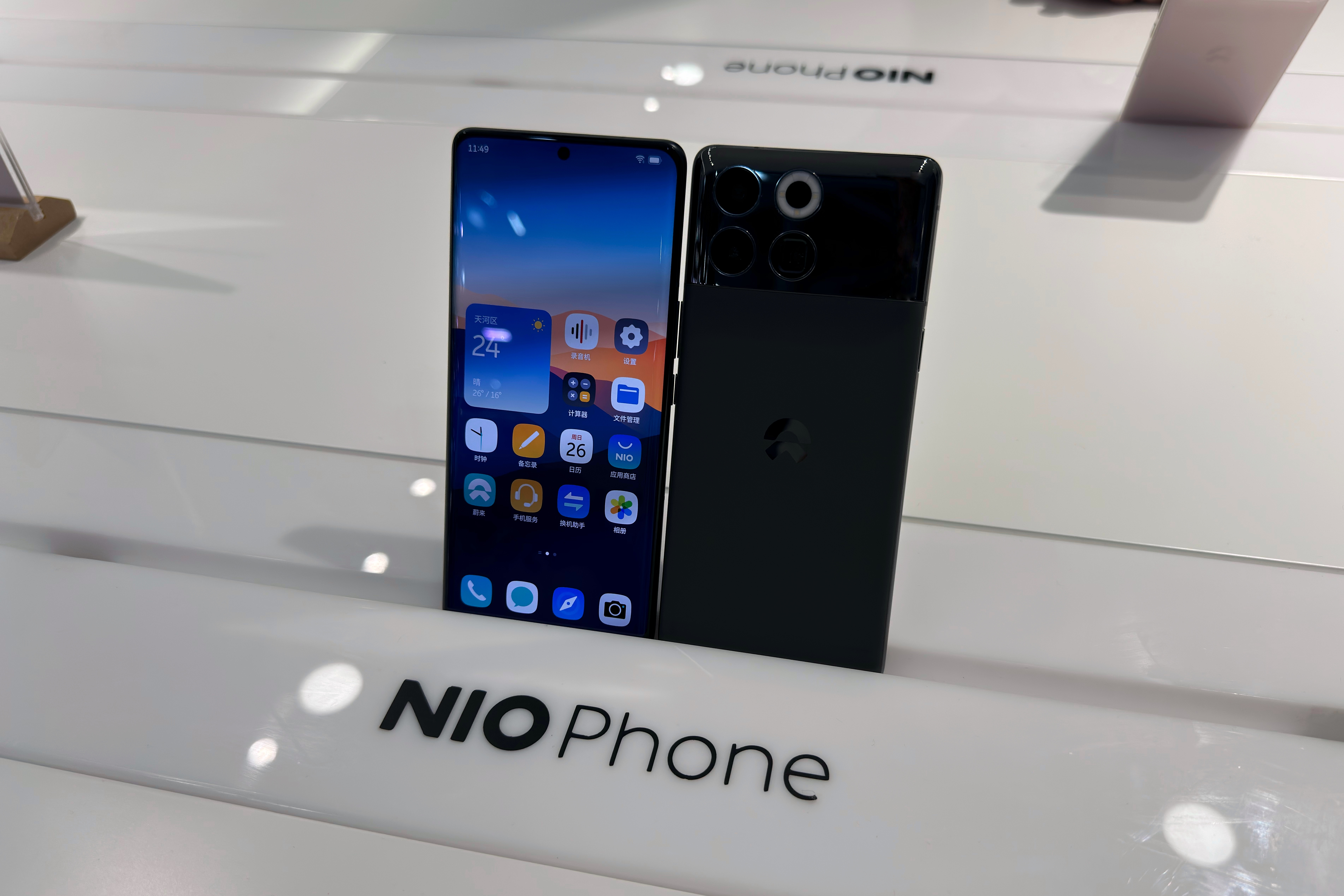
NIO Phone (2023)